# بروس دوفي
بروس دوفي (بالإنجليزية: Bruce Duffy)‏‏ (9 يونيو 1951 في واشنطن - ) روائي من الولايات المتحدة.

## الجوائز
- زمالة غوغنهايم